# Liste von Kapuzinerklöstern
Diese Liste enthält ehemalige und bestehende Klöster des Ordens der Kapuziner (OFMCap).

## Kapuzinerklöster

### Deutschland

#### A
- Kapuzinerkloster Aachen (1614–1802)
- Affaltrach (1735–1810) Altes katholisches Pfarrhaus (Affaltrach)
- Aldenhoven (1661–1802) Haus Vaahsen
- Altenstadt an der Waldnaab (? – ?)
- Kapuzinerkloster Altötting (seit 1802, vorher 1654–1802 Franziskaner)
- Altötting, St. Magdalena (1874, bestehend)
- Alzey (1703–1812)
- Aschaffenburg Kloster St. Elisabeth (1622, bestehend) Kapuzinerkirche St. Elisabeth (Aschaffenburg)
- Augsburg St. Sebastian (1601–1809 und 1843–26. Oktober 2008) Kloster St. Sebastian

#### B
- Bacharach (1685–1802)
- Baden-Baden (1624/31–1807) Hotel Badischer Hof (Baden-Baden)
- Kapuzinerkloster Bamberg (1636–1802, säkularisiert und abgebrochen)
- Bartenstein Kapuzinerhospiz (1706/14–1810)
- Bebra (1952–1992), Klosterweihe 1954, letzter Kapuziner 1998, Hünfelder Oblaten
- Benrath (11. Juli 1677–1803)
- Kloster Bensheim (1628–1802 und 1919–1939 sowie 1947–1982), seit 1985 Oberschlesische Franziskanerprovinz
- Berching (1722–1738), danach Franziskaner, Klosterkirche St. Trinitatis (profaniert)
- Bergzabern (1724–1800?), später Synagoge
- Bernkastel (1619–1802)
- Biberach Kapuzinerkloster (1615–1810), danach Dt. Orden
- Bingen (27. August 1637–1802)
- Kloster Blieskastel (mit Wallfahrtsseelsorge an der Heilig-Kreuz-Kapelle, 1924–10. Juli 2005, seitdem polnische Minoriten)
- Kapuzinerkloster Bocholt (1912–2000)
- Bonn (1618–1802) 1897 Abbruch
- Borken St. Remigius (1629–1811) von 1633 bis 1650 verboten,
- Borken St. Johannis (1658–1803) St. Johannes (Borken)
- Kloster Bornhofen von Wellmich ca. 1680–1813 Kapuziner, seit 1890 Franziskaner
- Brakel (1645–1803/33)
- Braunsrath (? – 1982) Maria Lind
- Breisach (1624/26–1785/93)
- Bretten (1752–1802)
- Bronnbach (1931–1958) im ehemaligen Zisterzienserkloster Kloster Bronnbach
- Bruchsal (1669–1825/33)
- Brunnen Kloster Brunnen (1722–1804/1834)
- Burgau (1729–1782)
- Burghausen (1654–1994), Kapuzinerkloster St. Anna Burghausen danach Jugendherberge
- Kloster Burglengenfeld (1706–1802)

#### C
- Kapuzinerkloster Clemenswerth (1741, bestehend)
- Kapuzinerkloster Cochem (1623–1803), heute Kulturzentrum der Stadt
- Coesfeld (1627–1649)

#### D
- Kapuzinerkloster Deggendorf (1625–1802, abgebrochen)
- Deggingen Ave Maria (Wallfahrtskapelle) (1929, bestehend)
- Deidesheim (? – ?)
- Dieburg (1650–1822 und 1860–2012)
- Dierdorf (1747/55–1787) St. Clemens (Dierdorf)
- Dillingen an der Donau (1692–1805 und 1830–1991)
- Kapuzinerkloster Dinkelsbühl (1622–1803, seit 1959 Wallfahrtskirche)
- Kapuzinerkloster Donauwörth (1630–1802, Kirche 1846 abgebrochen)
- Kapuzinerkloster Düren (1642–1802)
- Dürnau (1681–1803)
- Düsseldorf (1617–1804) Haus "zum Kölnischen Hof" Flinger Straße
- Düsseldorf-Benrath (1682–1804)
- Düsseldorf-Kaiserswerth (1654–1834/36)

#### E
- Ebersberg (1794–1801)
- Eichstätt (1623–1806 und 1826–2009)
- Kapuzinerkloster Ellwangen (1728/29–1829)
- Kloster Engelberg (Großheubach) (1630–1828), danach Franziskaner bis 2024, dann Oblaten des hl. Joseph
- Kapuzinerkloster Engen (1618–1802/20) Konvent bis 1820
- Kloster Erding (1692–27. November 1802)
- Kapuzinerkloster Essen (1614–1834/36), 1843 „Barmherzige Schwestern von der Hl. Elisabeth“
- Ettlingen (? – ?)
- Euskirchen (1639/40–1802)

#### F
- Frankenthal/Pfalz (1685–1802), danach Heil- und Pflegeanstalt
- Frankfurt am Main, Liebfrauenkirche (Frankfurt am Main) (1923, bestehend)
- Frankfurt am Main (1628–1635 und 1723–1803) Antoniterkirche (Frankfurt am Main)
- Frankfurt am Main (1899–1917) St. Antonius (Frankfurt-Westend)
- Freiburg (1599–1805), Konvent 1821 nach Staufen
- Freudenstadt (? – ?)
- Fulda (?–1803)

#### G
- Geldern (1619–1802)
- Gera/Th. (1992–2006)
- Germershausen (nach 1815–vor 1864), danach Augustiner-Eremiten
- Gernsbach (1689–1694)
- Gernsheim (1929–1966) bei der Wallfahrtskirche Maria Einsiedel
- Giengen (nach 1546–1567)
- Kloster Gößweinstein (1723–1825, seitdem Franziskaner)
- Grünstadt (1699–1803) St. Peter und Paul
- Kapuzinerkloster Günzburg (1616–1806, abgebrochen)

#### H
- Hadamar (1646–1813)
- Hannover (1668–1680) im Leineschloss
- Kapuzinerkloster Haslach (1630–1823), seit 1806 nur Bleiberecht
- Heidelberg (1629–1802)
- Heidenheim (? – ?)
- Helenenberg (1640–1648)
- Hemsbach (1630–1650)
- Heppenheim (1631–1649)
- Herretsheim (1609–?), Herrgottsruh-Kapelle Unseres Herren Ruh (Herretshofen)
- Hildesheim (1630–1812) Priesterseminar Hildesheim
- Kloster Höchstadt an der Aisch (1703–1810, abgebrochen)
- Höchstädt an der Donau (1741–1802)
- Hohenstadt (1764–1819) Schloßkaplanei

#### I
- Kapuzinerkloster Immenstadt im Allgäu (1650–1980)
- Kapuzinerkloster Ingolstadt (2005–bestehend) Kloster Mariä Himmelfahrt

#### J
- Kapuzinerkloster Jülich (1622–1802)

#### K
- Karlsruhe (1730–1804 und 1936–1992)
- Kloster Karlstadt (1647–1804, 1808–1976)
- Kaub (1685–1700)
- Kettwig (ca. 1615–1834), vorher Beginen seit 13. Jh., 1843 „Barmherzige Schwestern von der Hl. Elisabeth“
- Kevelaer (1641–?) Wallfahrtsbeginn
- St. Anton (Kempten) Kapuzinerkloster Kempten (1912–1. September 2001), danach „Orden vom Heiligsten Herzen Jesu und Maria“
- Kapuzinerkloster Kitzingen (1630–1828, dann Krankenhaus, heute Seniorenheim)
- Klein-Komburg (1682–1803)
- Kleve (1627–1802 und 1865–1978)
- Kleve-Schenkenschanz (1629–1636)
- Köln Makkabäerstr. (1611–1802)
- Kloster Königshofen im Grabfeld (1647–1973)
- Koblenz-Ehrenbreitstein (1627–1803/1813, 1861–1875 und 1887–2008)
- Kapuzinerkloster Königstein (1646–1813)
- Konstanz, Stadelhofen (1603–1819)
- Kapuzinerkloster Krefeld-Inrath (1892–1993)
- Kreuzberg, Schwandorf (1732–1802)

#### L
- Ladenburg (1624–1693)
- Laichingen (? – ?)
- Laiz (1696–1810)
- Landau in der Pfalz (1740–1790)
- Kapuzinerkloster Landshut (1610–1802)
- Kapuzinerkloster Langenargen (1694–1811)
- Laudenbach (1630–1650)
- Laufen/Salzach (1655–1993)
- Laufenburg (1660–1805)
- Linz am Rhein (1626–1803/1813)
- Lohr am Main (1650–1803)
- Lorch/Rheingau (1652–1685)

#### M
- Mahlberg (1672–1803)
- Kloster Mainburg (1918–1978), seit 1981 Pauliner aus Tschenstochau
- Mainz (1618–1802)
- Mainz, Himmelgasse (1853–1993)
- Mainz St. Bonifaz (Mainz) (1969–1993)
- Mannheim (1685–1801) Kapuzinerplanken
- Kloster Maria Birnbaum (1867–1998), Dt. Orden seit 1998
- Kloster Mariabuchen bei Lohr am Main (1726–1802, 1849–2002), seitdem poln. Minoriten
- Markdorf (1659–1817)
- Kapuzinerkloster Marsberg (1744–1812), danach Klinik
- Kapuzinerkloster Mergentheim (1628–1809 und 1933, bestehend)
- Merzig St. Gangolf (1901–1971)
- Meßkirch (1661–1802/26) Konvent bis 1826 Forstamt Meßkirch
- Michaelsberg (Cleebronn) (1739–1806/23, Konvent bestand weiter bis 1823)
- Michaelsberg bei Karlsruhe (1754–1777)
- Mindelheim (? – ?)
- Mönchengladbach (1655–1802)
- Kloster Moosburg (1699–1802, davor Benediktiner (750–1027), Kollegiat (1027–1598))
- Mühldorf am Inn (1643 – 9. Januar 1803)
- Kapuzinerkloster München St. Anton (1600–1802 und 1826–bestehend)
- München St. Joseph (1896–bestehend)
- München-Nymphenburg (1912–bestehend)
- Münster Kapuzinerkloster Münster (1615–1812 und 1857–bestehend)
- Münstereifel (1616/19–1802)
- Mussenhausen (1858–1984) Wallfahrtskirche

#### N
- Klosterkirche (Neckarsulm) (1661–1811)
- Neuenburg am Rhein (1612–1675)
- Neufraunhofen (1716–?)
- Neuleiningen (1673–1705) Wallfahrt
- Kapuzinerkloster (Neumarkt in der Oberpfalz) (1620–1802)
- Neunkirchen St. Dionysius (1663–1671) 1671 nach Weiden
- Neuötting (1845–?)
- Neustadt an der Waldnaab (1709–1803) Klosterkirche St. Felix
- Neustadt-Titisee (1700–1802/28) Konvent bis 1828 Titisee-Neustadt
- Niedermarsberg (1750–1802)
- Nothgottes (1621–1813)

#### O
- Oberkirch (1697–1803)
- Kapuzinerkloster Ochsenfurt (1644–1828)
- Offenburg (1637/45–1820 und 1927–2002)
- Oppenau (1668–1803)
- Ottbergen (Schellerten) (1853–1868), danach bis vsl. 2013 Franziskaner, Kreuzbergkapelle (Wallfahrt)
- Ottersweier (1936–1994) Maria Linden

#### P
- Paderborn Liborianum (1612–1811/34) Konvent bis 1834
- Parkstein (1658–1802/23) Konvent bis 1823
- Passau Innstadtkloster (1616–1803)
- Passau Wallfahrtskirche Mariahilf (Passau) (1631–1803, 1890–2002) ab 2002 Paulinerkloster
- Peine (1669–1823) Hl. Engel (Peine)
- Pfedelbach (1737–1810) Sankt Petrus und Sankt Paulus (Pfedelbach)
- Pforzheim (18. März 1636 – 1648)
- Philippsburg (1619–?)

#### R
- Radolfzell (1625–1826)
- Ravengiersburg (? – ?), Aug.-Chorherrenstift 1074
- Ravensburg (1629–1649 und 1660–1806)
- Kapuzinerkloster Regensburg (1613–1810), danach Klarissen, heute Ostkirchliches Institut
- Regensburg (Kloster St. Fidelis) (1916–1994)
- Reute (? – bestehend)
- Riedlingen (1645–1832)
- Rheinberg „Barbaragarten“ (1631–1802), vorher Aug.-Chorfrauen seit 1462, davor Franziskaner-Tertiarinnen
- Rheinberg „Kapuzinerkloster“ (1685–1802)
- Rindern/Kleve (1866–1875 und 1887–?) 1875–1887 Kulturkampf
- Kapuzinerkloster Rosenheim (1606–1803, 1854, bestehend)
- Rottenburg am Neckar (1625–1806)
- Rottweil (1623–1805)
- Kapuzinerkloster Rüthen (1654–1804)

#### S
- Saarburg (1614–1811)
- Saarlouis (? – ?)
- Bad Säckingen (1919–1981)[1]
- St. Ulrich (Schwäbisch Gmünd) (1644–1810, aufgehoben, abgebrochen)
- Kloster Schwandorf (1680–1802)
- Simmern/Hunsrück (1686–?)
- Sinzig „Kloster auf dem Helenenberg“ (1640–1648) danach Minoriten bis 1794/1802
- Soden im Taunus (1640–1999)
- Kapuzinerkloster Speyer (war vorher Pfarrkirche) (1623–1803)
- Staufen (1683/85–1834)
- Sterkrade „Kapuzinerkloster Liebfrauen auf der schwarzen Heide“ (1900–2004) Schwarze Heide (Oberhausen)
- Stockach (1718/20–1806/9)
- Stolberg/Rheinland (1737–1806) St. Lucia (Stolberg)
- Kapuzinerkloster Straubing (1614–1802)
- St. Ingbert (1902–16. August 1966), danach Herz-Jesu-Missionare
- Sankt Goar (1780–1788)
- Kapuzinerkloster Stühlingen (1737–1802/31) Konvent bis 1831, neu ab 1927–2022
- Stuttgart (? – ?)
- Sulzbach (1732–1802)
- Sulzburg (1750–?) Klosterkirche St. Cyriakus

#### T
- Thalehrenbreitstein (1658–1803)
- Kloster Thyrnau (1689–1802)
- Traben-Trarbach (? – ?)
- Kapuzinerkloster Traunstein (1656–1802, danach bis 1895 Schule der Congregatio Jesu, jetzt Ausstellungsraum)
- Trier (1615–1794/1802)
- Kloster Türkheim (1685–1972)

#### U
- Überlingen (1619–1806)

#### V
- Villingen (1635–1815)
- Vilsbiburg (1704–1803 und 1886–1999) Redemptoristen 1846–1873 Wallfahrtskirche Maria Hilf (Vilsbiburg)
- Vilseck (1725–1803)
- Kapuzinerkloster Vilshofen (1638/42–1802) Konvent nach Wasserburg am Inn
- Vohenstrauß (22. Februar 1657 – 18. August 1802)

#### W
- Wadern „Kapuzinerkloster auf dem Christianenberg“ (1767-nach 1793)
- Waghäusel (1616/39–1819/27 und 1920–1999), seit 1. Advent 1999 „Brüder vom gemeinsamen Leben“ Marienwallfahrtskirche (Waghäusel)
- Waldshut (1654–1821) nach Staufen
- Walldürn (1628/55–1830), 1938 Augustinerkloster, jetzt Minoriten
- Wallerfangen (? – ?)
- Wangen im Allgäu (1641–1829)
- Warburg (1628–1630)
- Wassenberg (1654–1802)
- Kapuzinerkloster Wasserburg (1624–1806, Kloster abgebrochen)
- Weiden (1658–1803)
- Wellmich (1657–1679) 1679 Umzug nach Bornhofen
- Ehemaliges Kapuzinerkloster (Weil der Stadt) (1640–1810)
- Kapuzinerkloster Weißenhorn (1667–1806)
- Wemding (1664–1991), Karmelitinnen seit 2000
- Kapuzinerkloster Werl (1645–1834, 1848–2019 Franziskaner)
- Kapuzinerkloster Werne an der Lippe (1659–1803/43 und 1851, bestehend)
- Kapuzinerkloster Wertheim (1631–1649 und 1682–1836)
- Wesel (1625–1629)
- Wetzlar (? – ?)
- Wimpfen (1635–1641)
- Kloster Wolnzach (1726–1802)
- Kapuzinerkloster Worms (1631–1802), heute: Weingut, „Liebfrauenmilch“
- Käppele (Würzburg) (seit 1748 bestehend)
- Kapuzinerkloster Würzburg (1615–1803)
- Wurmlingen (1764–1809)

#### X
- Xanten (1629–1802)

#### Z
- Zell am Harmersbach (um 1600–1803 und 1920 – 2023)[2] Wallfahrtskirche „Maria zu den Ketten“
- Zülpich (1635–1802)

### Frankreich
- Straßburg, Fraternité des Capucins, rue Mgr Hoch

### Italien
- Kloster San Pietro di Paliano, Paliano (~1585–?, vorher Nonnen (1243–1340), Zisterzienser (1340–1379))
- Kloster St. Felix, Klausen, Südtirol (1699–1972)

### Österreich
- Salzburg (seit 1599/1602 – bestehend)
- Kloster Leibnitz (seit 1639 bestehend)
- Wien I (mit Kapuzinergruft, seit 1622/1632 bestehend)
- Kloster Wien XII
- Kloster Wiener Neustadt (seit 1623/1628 bestehend)
- Kloster Gmunden
- Kloster Klagenfurt (seit 1646/1649 bestehend)
- Kloster Hartberg (seit 1654/1658 bestehend)
- Kloster Irdning (seit 1711 bestehend)
- Kloster Scheibbs (aufgelassen)
- Kloster Linz
- Kloster Und (in Krems, aufgelassen)
- Kloster Schwechat (aufgelassen)
- Kloster St. Pölten (aufgelassen)
- Kloster Tamsweg (aufgelassen)
- Kloster Ried im Innkreis (1644/1651–1785, neu besiedelt 1865)
- Kloster Kitzbühel (seit 2002 Kloster der Frati Francescani dell’Immacolata)
- Kloster Fügen (Schule)
- Kloster Innsbruck (seit 1593/1594 bestehend)
- Kloster Imst (seit 1679 bestehend)
- Kloster Ried im Oberinntal (aufgelassen 2003)
- Kloster Tarasp (seit 1623/1717 betreut durch Südtiroler Kapuziner)
- Kloster Landeck
- Kloster Gauenstein (seit 1851 bestehend)
- Kloster Feldkirch (1602/1605, bestehend)
- Kloster Dornbirn (2004 Übergabe an Franziskaner der polnischen Provinz Posen)
- Kloster Bregenz (seit 2001 vermietet an die Schwestern der Heiligen Klara)
- Maria Fieberbründl (seit 1879 bestehend)

### Schweiz
- Kloster Altdorf (1581–2009)
- Hospiz Andermatt (1688–2017)
- Kloster Mariä Lichtmess, Appenzell (1587–2011)
- Kloster St. Zeno, Arth SZ (1682–1996), heute Kloster St. Avgin der Syrisch-Orthodoxen Kirche von Antiochien
- Kloster Baden (1591–1841)
- Convento Sacro Cuore Bellinzona (seit 1939 bestehend ?)
- Kloster Bigorio (seit 1535 bestehend)
- Kloster Bremgarten (1621–1841, seit 1889 Kinderheim in Betreuung der Ingenbohler Kreuzschwestern, Kapuziner seit 1988)
- Kloster Brig (1659–2017)
- Kloster Delsberg (1626–1793, neu gegründet 1922)
- Convento dei Cappuccini di San Francesco, Faido (seit 1607 bestehend ?)
- Kloster Freiburg (1609–bestehend)[3]
- Hospiz Heiligkreuz (seit 1753)
- Kloster Laufenburg (1654–1810)
- Kloster Locarno (1602–1852)
- Convento dei Cappuccini Lugano (seit 1646 bestehend ?)
- Kloster Wesemlin in Luzern (seit 1583, derzeit Sitz der Schweizer Provinzleitung)
- Kloster Mels (seit 1654 bestehend)
- Kloster Mendrisio (1621–1853)
- Kloster Maria Hilf, Menzingen
- Kloster Mariaburg (Näfels) (1674–1986, dann von den Franziskanern (OFM) übernommen)
- Kloster Olten (1646–2024)
- Convento Madonna del Sasso Orselina (seit 1848 bestehend)
- Kloster Rapperswil (seit 1606)
- Kloster Rheinfelden (1596/1655–1804)
- Rigi Klösterli
- Couvent des capucins Saint-Maurice VS (1610–bestehend)
- Kloster Schüpfheim (1653–1980)
- Kloster Schwyz (seit 1585 bestehend)
- Couvent des capucins Sion (1631–bestehend, ehemals im Gebäude Couvent des Capucins)
- Kloster Solothurn (1588–2003)
- Kloster Sorengo (1565–1653 (nach Lugano))
- Kloster Stans (1582–2004)
- Kloster Sursee (1602–1998)
- Kloster Wil (seit 1657 bestehend)
- Kloster Zug (1595–1997)[4]
- Zürich (seit 1939)

## Kapuzinerinnenklöster

### Deutschland
- Kapuzinerinnenkloster Bonn (1629–1802, Kapuzinertertiarinnen)
- Kloster Bethlehem Koblenz (seit 1904, Kapuzinerinnen von der Ewigen Anbetung)
- Kapuzinerinnenkloster St. Anna am Kreuzberg, Köln (vor 1629)
- Kloster Maria Loreto (Landshut) (bis 1802, danach Franziskaner (1835–2002), seitdem rumänisch-orthodoxe Gemeinde)
- Kloster Reutberg (1618–1651, danach Franziskanerinnen (1651–1803, 1835, bestehend))

### Schweiz
- Kapuzinerinnenkloster Altdorf (1677–2004)
- Kapuzinerinnenkloster auf dem Bisemberg, Freiburg (1621–?)
- Kloster St. Anna, Luzern
- Kloster Gubel (Menzingen, 1851, bestehend)
- Kloster Notkersegg bei St. Gallen (seit 1381, bis 1602 Franziskanerinnen), bestehend